# Canal 13
Canal 13 és un canal de televisió xilè gratuït. Es va llançar el 21 d'agost de 1959 al canal VHF 2 de Santiago, en una emissió liderada per un grup d'enginyers de la Pontifícia Universitat Catòlica de Xile. Posteriorment, l'estació de televisió va traslladar la seva freqüència al canal 13 de VHF, que va donar lloc al seu nom actual. Als seus inicis, una de les seves fites més importants va ser l'emissió de la Copa Mundial de la FIFA de 1962, celebrada a Xile.
Propietat del grup Luksic, Canal 13 és la segona cadena de televisió més antiga de Xile. Va ser nomenada Corporación de Televisión de la Pontificia Universidad Católica de Chile (Corporació de Televisió de la Pontifícia Universitat Catòlica de Xile) fins al 2010. No obstant això, l'emissora es coneix a Xile com El 13 (la tretzena) des dels seus inicis.